# 大村藩
大村藩（日语：／ Ōmura han */?）是日本江戶時代的一個藩。位於肥前國彼杵，藩廳是玖島城（現在的長崎縣大村市），家格屬於外樣大名，於江戶城詰席時份在柳之間，石高2萬7千石。

## 歷史
大村氏乃平安時代以來的豪族藩祖是知名的天主教大名大村純忠，在豐臣秀吉發起九州征伐後，大村純忠之子大村喜前獲得領地安堵，領有三城2萬7千石的封地，後於關原之戰時加入東軍，領地再度獲得安堵，是極少數從平安時代一直延續到江戶時代的豪族勢力。
大村氏在戰國時代期間因領有長崎，透過南蠻貿易獲得大量錢財，但在江戶幕府將長崎收為直轄後，經濟頓失支柱，所以第2代藩主大村純賴在慶長12年（1607年），為確保財源並強化藩主權力，大規模強制沒收一門眾的領地。3代藩主大村純信因為無嗣，所以迎入德美藩藩主伊丹勝長的四男純長擔任4代藩主，但在大村純長當政期間，卻意外發現天主教徒隱匿的事件，當時江戶幕府仍強制執行禁教令，所幸有純長的親父伊丹勝長出面斡旋，這才保住大村藩未被懲罰，而此事過後大村藩更加厲行禁教令，為強化領民對佛教、神道的信仰而創建藩校「集義館」，是九州地方最早開設，全日本第七個創立的藩校。
第12代藩主大村純熙利用被稱為「小路騒動」糾紛後統一藩論，決定尊皇倒幕，結合在鄉家臣團組成倒幕軍，和薩摩藩、長州藩，一同參與倒幕，因此大村純熙在明治維新成功後加封至3萬石。
明治4年（1871年）、廢藩置縣時，大村藩被改為大村縣，後又被編入長崎縣中。而大村家在明治17年（1884年）被列為子爵，因其倒幕之功，後於明治24年（1891年）升遷為伯爵。

## 歷任藩主
1. 大村喜前〔從五位下 丹後守〕
2. 大村純賴〔從五位下 民部大輔〕
3. 大村純信〔從五位下 丹後守〕
4. 大村純長〔從五位下 因幡守，德美藩主伊丹勝長的四男〕
5. 大村純尹〔從五位下 筑後守〕
6. 大村純庸〔從五位下 伊勢守〕
7. 大村純富〔從五位下 河内守〕
8. 大村純保〔從五位下 彈正少弼〕
9. 大村純鎮〔從五位下 信濃守〕
10. 大村純昌〔從五位下 丹後守〕
11. 大村純顯〔從五位下 丹後守〕
12. 大村純熙〔從五位下 丹後守，長崎奉行〕